# دولة الإسلام في الأندلس (كتاب)
دولة الإسلام في الأندلس هو موسوعة تاريخية ضخمة تعد من أشهر مؤلفات المؤرخ المصري محمد عبد الله عنان. تقع في ثمانية أجزاء تضم حوالي أربعة آلاف صفحة.
تتحدث الموسوعة عن تاريخ دولة الإسلام في الأندلس منذ الفتح وحتى السقوط، إلى جانب تمهيد بأحوالها قبل الفتح الإسلامي، وخاتمة عن أحوال مسلمي الأندلس بعد سقوطها، وجزء أخير عن الآثار الإسلامية الباقية في إسبانيا والبرتغال. استغرق إنجازها نحو 25 سنة، وقام خلال هذه السنوات بالعديد من الرحلات إلى النواحي الأندلسية والمملكة المغربية، اطلع فيها على المصادر المحفوظة في المكتبات الإسبانية والمغربية، وزار مواقع الأحداث.
سافر عنان إلى إسبانيا للمرة الأولى في صيف عام 1936 ليدرس المراجع والمخطوطات العربية في مكتبات الإسكوريال ومدريد وغرناطة، ويتجول في القواعد التي كانت مسرحًا للأحداث في طليطلة وقرطبة وإشبيلية وغرناطة ومالقة وبلنسية وغيرها، ويدرس على الطبيعة معالم الوقائع والأحداث التاريخية الشهيرة، وما تخلف في حياة الناس وأزيائهم وعاداتهم وتقاليدهم، وكانت هذه بداية زيارات عديدة تجول فيها عنان في أرجاء إسبانيا ليرى كل شيء عن كثب، ويتردد على دور المحفوظات، ويحقق الأسماء، ويعين مواقع القرى التي اندثرت أو أخذت أسماء أخرى، وفي هذه الفترة بدأ يتعلم الإسبانية، ليتفاهم مع محدثيه الإسبان دون مترجم، وليستخدم الوثائق والمصادر الإسبانية مباشرة دون وسيط.

## أجزاء الكتاب
1. الجزء الأول: من الفتح إلى بداية عهد الناصر (صدر عام 1943)
2. الجزء الثاني: الخلافة الأموية والدولة العامرية
3. الجزء الثالث: دولة الطوائف منذ قيامها حتى الفتح المرابطي (صدرت طبعته الأولى عام 1960)
4. الجزء الرابع: عصر المرابطين وبداية الدولة الموحدية (صدر عام 1963)
5. الجزء الخامس: عصر الموحدين (صدر عام 1964)
6. الجزء السادس: عصر الموحدين وانهيار الأندلس الكبرى
7. الجزء السابع: نهاية الأندلس وتاريخ العرب المتنصرين (صدرت طبعته الأولى في الأصل عام 1949، وصدرت طبعته الثانية عام 1958، وصدرت الثالثة عام 1966)
8. ويعد كتاب «الآثار الأندلسية الباقية في إسبانيا والبرتغال» ـ الذي صدر في طبعته الأولى عام 1956 ـ الجزء الثامن من الموسوعة.

## طبعات الكتاب
صدر الكتاب الأول من هذه الموسوعة عام 1943 (أي بعد سبع سنوات من رحلة عنان الأولى إلى إسبانيا)، وانتهى عام 1965 من المجلد السابع منها.
أعيد طبع الكتاب بأجزائه الثمانية عام 2001 في سلسلة مكتبة الأسرة، بالتعاون بين مكتبة الخانجي (ناشر معظم مؤلفات عنان) والهيئة المصرية العامة للكتاب، ولا يزال دارسو التاريخ الأندلسى في الشرق والغرب يعتمدون على هذه الموسوعة ويثقون في المعلومات الواردة فيها.